# Dalieda de San Francisco
La Dalieda de San Francisco es un jardín botánico especializado en dalias de una extensión de 4400 m² que se encuentra situado en Madrid (España).
Parte de los especímenes proceden de la antigua dalieda ya desaparecida junto al palacio de Cristal de la Arganzuela.

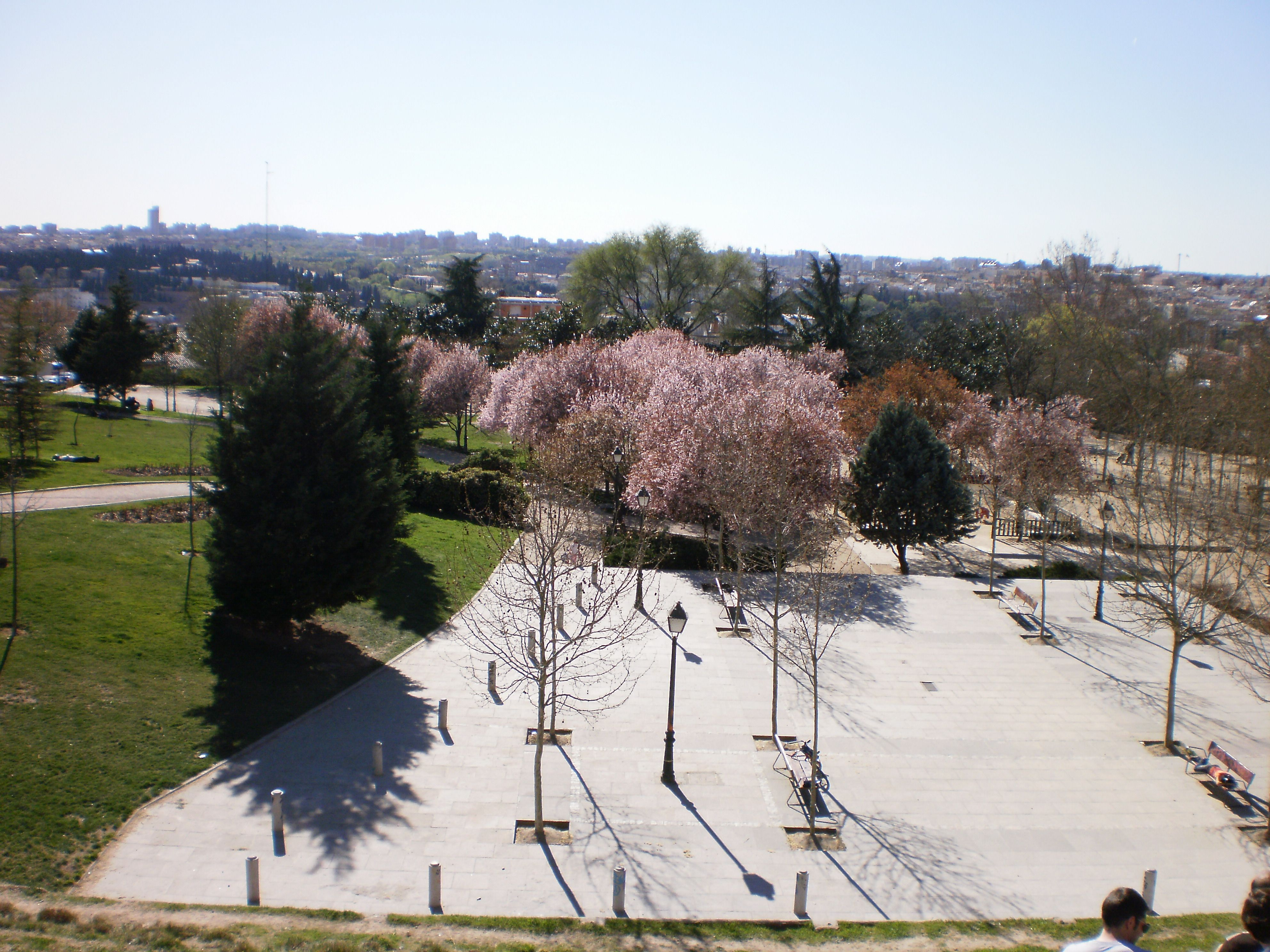
Parque junto a la Dalieda de San Francisco

## Localización
La zona en la que se encuentra este parque peculiar se la conoce como “Las vistillas”, la razón de esa denominación es que está en la zona más alta del Madrid de los Austrias, y las vistas son privilegiadas al sureste de la ciudad. 
El pequeño parque está situado en un hermoso lugar del viejo Madrid, y su perímetro está delimitado en uno de los flancos por la pared de la iglesia de la Basílica de San Francisco el Grande, y sobre un terreno de lo que en tiempos fue la muralla árabe de la ciudadela defensiva que en un principio era Magerit.
No muy lejos de otro lugar emblemático, el complejo que agrupa al Palacio Real y la Catedral de la Almudena, los que ocupan el solar en el que originariamente se elevaba el Alcázar de Madrid, construcción defensiva que con el tiempo fue evolucionando en el palacio y residencia de la Corona en la capital del Reino hasta su destrucción en un incendio en 1734.
Dalieda de San Francisco Gran Vía de San Francisco, 29 Distrito Centro, CP. 28005 Madrid
- Horario: De martes a viernes de 9 a 15 horas. Sábados, domingos y festivos de 10 a 14 horas.
- Entrada gratuita

## Historia
El lugar, el solar donde está la Dalieda, albergó el convento de San Francisco, anejo a la Basílica que hoy se conoce como de San Francisco el Grande. Dice la leyenda que se construyó el convento franciscano en el lugar donde el Santo de Asís, en su periplo por España con el fin de convertir al sur aún islámico al Cristianismo, hizo parada y fonda, para lo que construyó una choza y promovió la construcción de una ermita. 
Lo cierto es que, si bien hay constancia de la presencia de San Francisco en la España cristiana, a la que llegó hacia 1213 según algunos historiadores, no parece que permaneciera hasta el año 1217 como indica la placa que figura en la fachada de la Basílica y otros historiadores, el Santo tenía la intención de participar en el Concilio de Letrán para promover la aprobación de su regla, en 1214 y aunque no hay noticias de que asistiera al mismo, tampoco las hay de que continuara en España.
Construido pues entre el siglo XIII y XIV, el convento permaneció en pie hasta convertirse en cuartel de infantería y posteriormente en prisión militar. En 1961, con la remodelación urbanística de la zona, fue derribado el convento con el fin de lograr espacio para la prolongación de la calle Bailén, que a partir de ese punto se llamaría Gran Vía de San Francisco.
La Dalieda fue inaugurada el 7 de mayo de 2007 por el alcalde de Madrid, Alberto Ruiz Gallardón con algunos de los especímenes de dalias que se cultivaban en la antigua dalieda junto al Palacio de Cristal de la Arganzuela.
En 2016 se sustituyeron las dalias por rosales debido a su mejor adaptación al clima madrileño y a su mayor floración.

## La Dalia
Las primeras noticias que se tienen de la dalia datan de 1517, cuando los expedicionarios españoles descubrieron la península de Yucatán. Al parecer quedaron impresionados de la hermosura de una flor que los indígenas llamaban "Acocoxochit", una traducción lo más fiable posible sería “flor tubo de agua”, probablemente porque su tallo es hueco. 
Francisco Hernández de Toledo, médico personal de Felipe II, enviado especialmente para conocer las bondades de Nueva España y dar traslado del conocimiento adquirido a la Corona, describe la enorme belleza de dos especies de flores que los nativos conocían con el nombre de pipa de agua y bastón de agua, esto ocurría en 1570.
La popularización de esta planta, no llegó hasta el siglo XVIII, cuando el director del Botánico de Nueva España, Vicente Cervantes, envió semillas de la planta al Botánico de Madrid, en concreto a uno de sus destacados miembros, Antonio José Cavanilles. Este plantó las semillas obteniendo impresionantes resultados y procedió a seleccionar las mejores floraciones, realizó un pormenorizado estudio y descripción de la misma y le dio el nombre de "Dahlia" en honor al botánico sueco Andreas Dahl. 
Posteriormente distribuyó semillas de la planta entre los jardines botánicos europeos con los que el Real Jardín Botánico de Madrid tenía acuerdos de colaboración. Desde ese momento, la popularidad de la dalia creció exponencialmente en todo el mundo donde jardineros de gran prestigio las plantaron en los jardines más hermosos, logrando mediante selección e hibridación muchas de las variedades que hoy podemos disfrutar.
La dalia es originaria de México y es también considerada la flor nacional mexicana por decreto presidencial y, por tanto, un símbolo botánico de estas tierras, tal es así que desde el año 2007, todos los 4 de agosto se celebra el día nacional de la dahlia, con celebraciones y homenajes a todos cuantos de una u otra manera han tenido algo que ver con la popularidad de tan hermosa flor.

## Colecciones
La colección posee 724 dalias de todo tipo, ya sean de tipo pompón, decorativas o dalias cactus. 
La mejor época para verlas en todo su esplendor es principios de junio, para después agostar y verlas después remontar a finales de septiembre o comienzos de octubre.
Algunos ejemplares de dalias de la "Dalieda de San Francisco".

Especímenes
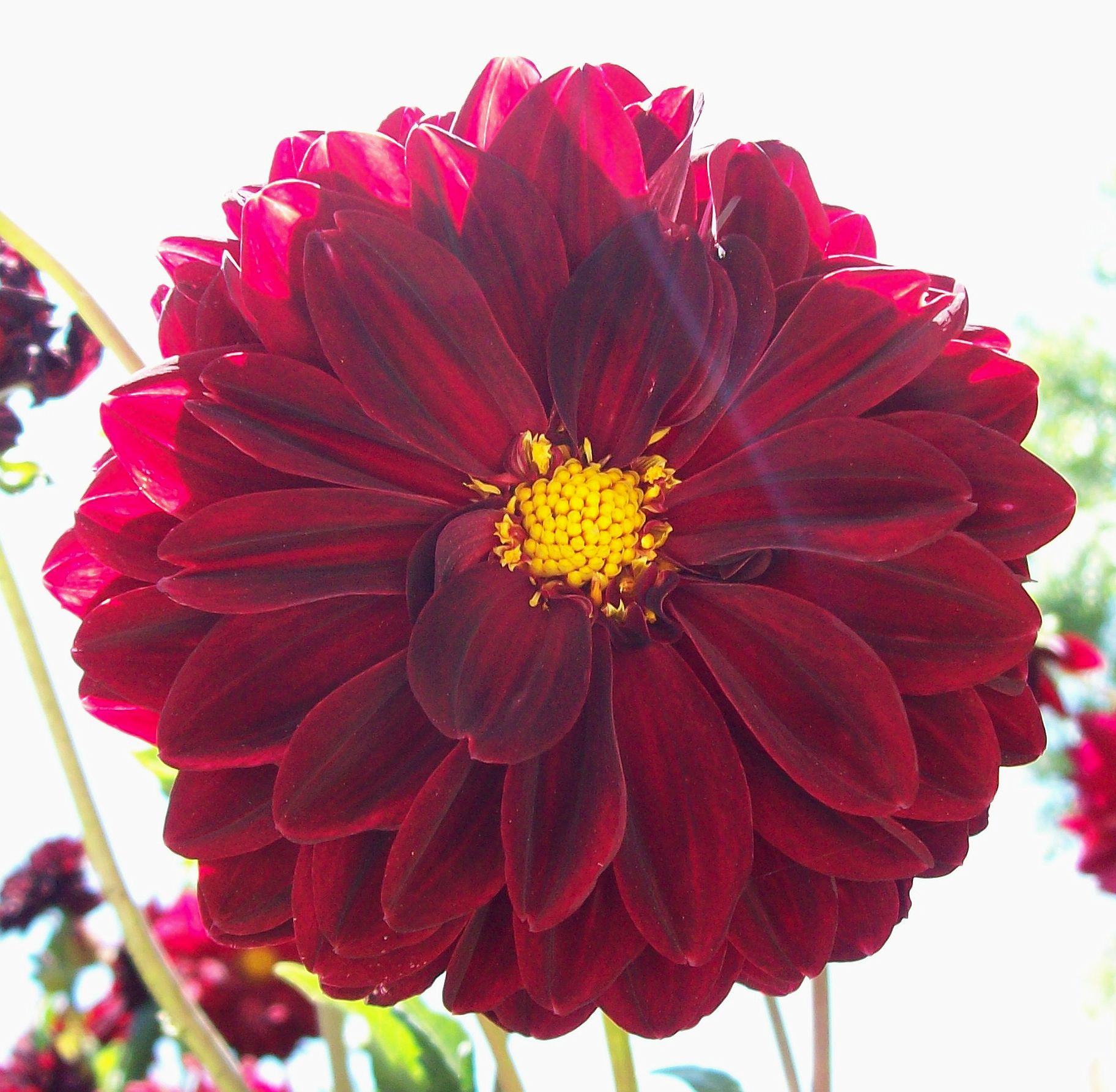
Dahlia 'Arabian Night'
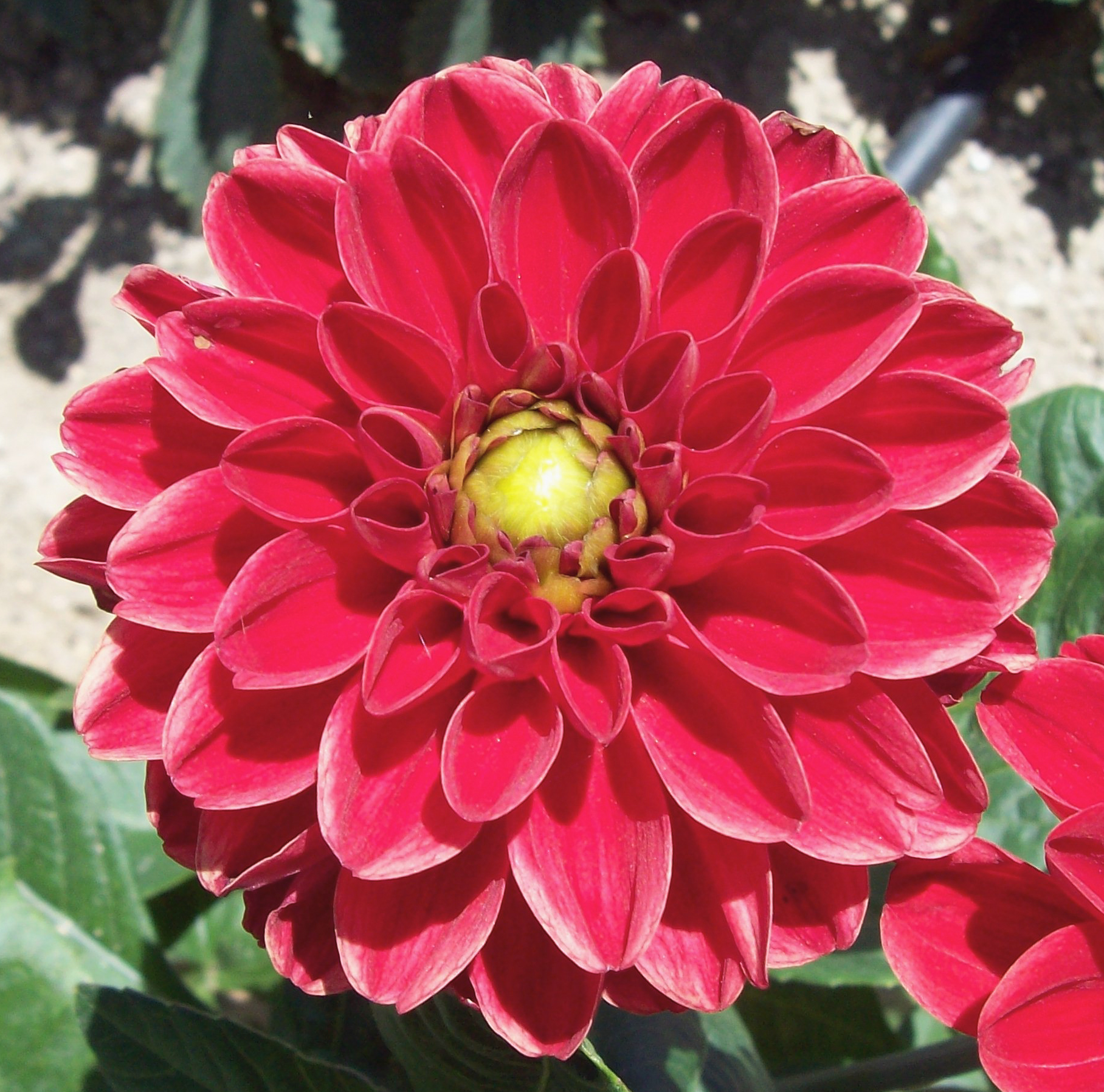
Dahlia 'Arnhem'
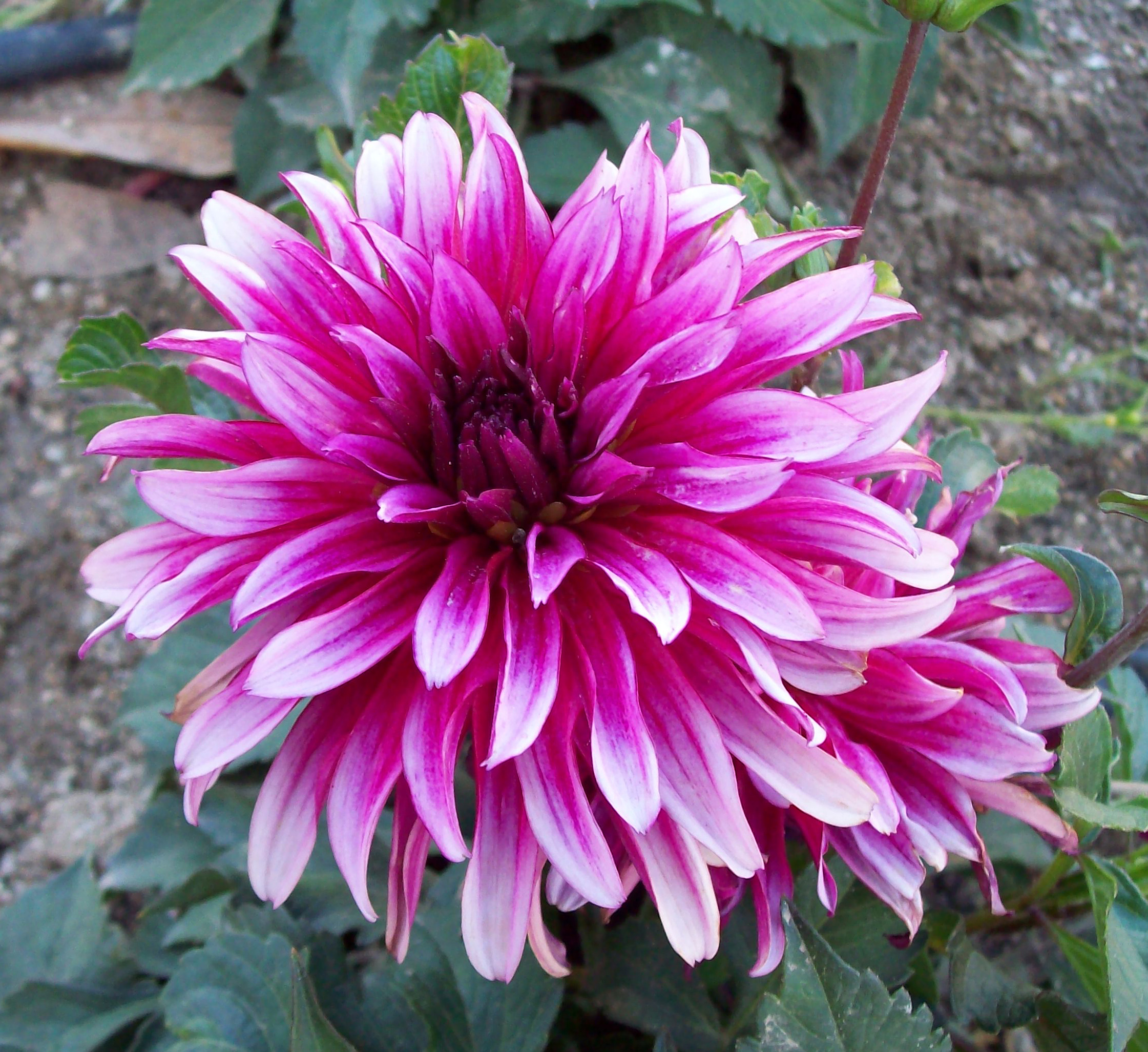
Dahlia 'Art Nouveau'
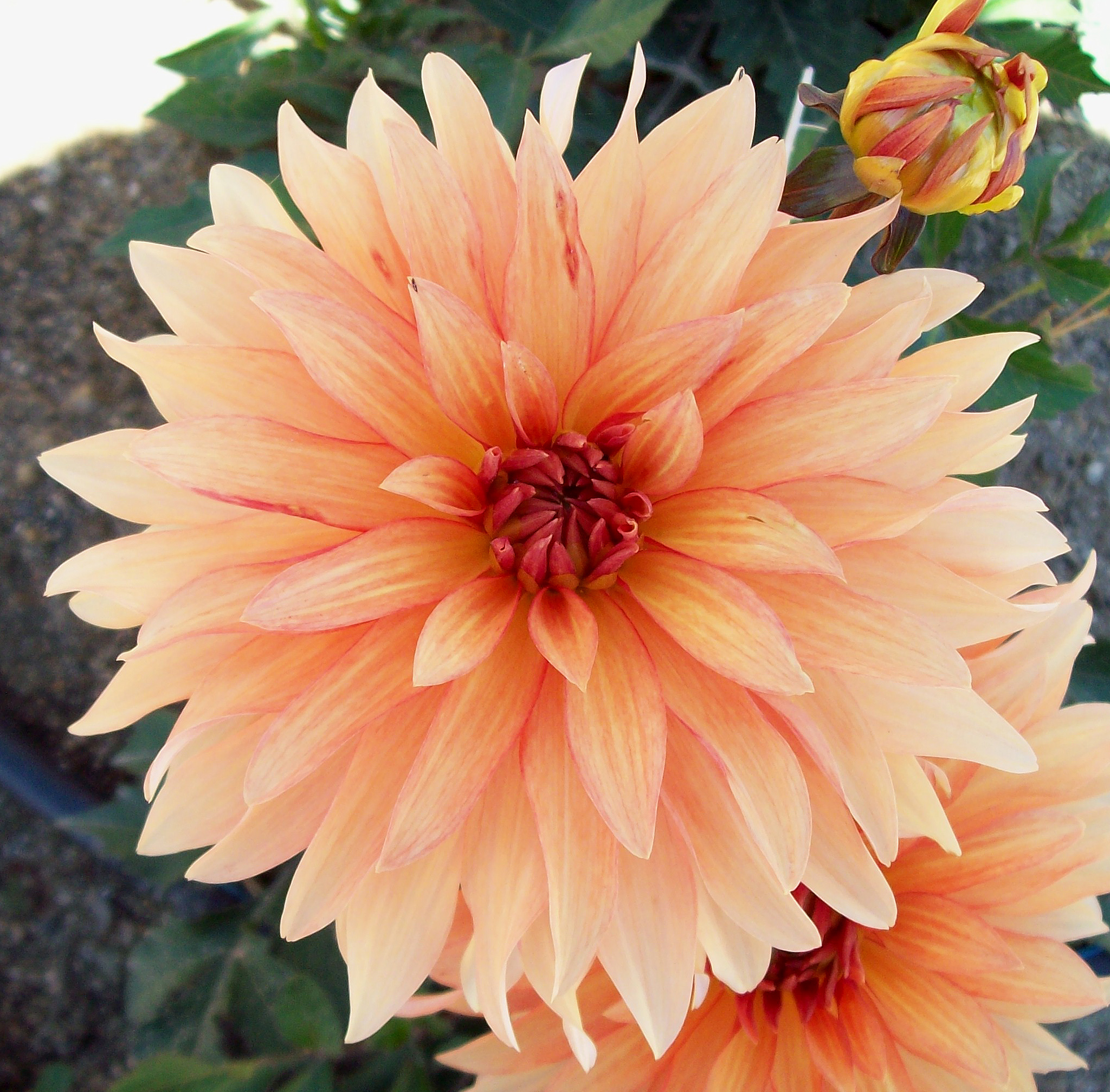
Dahlia 'Autumn Fairy'
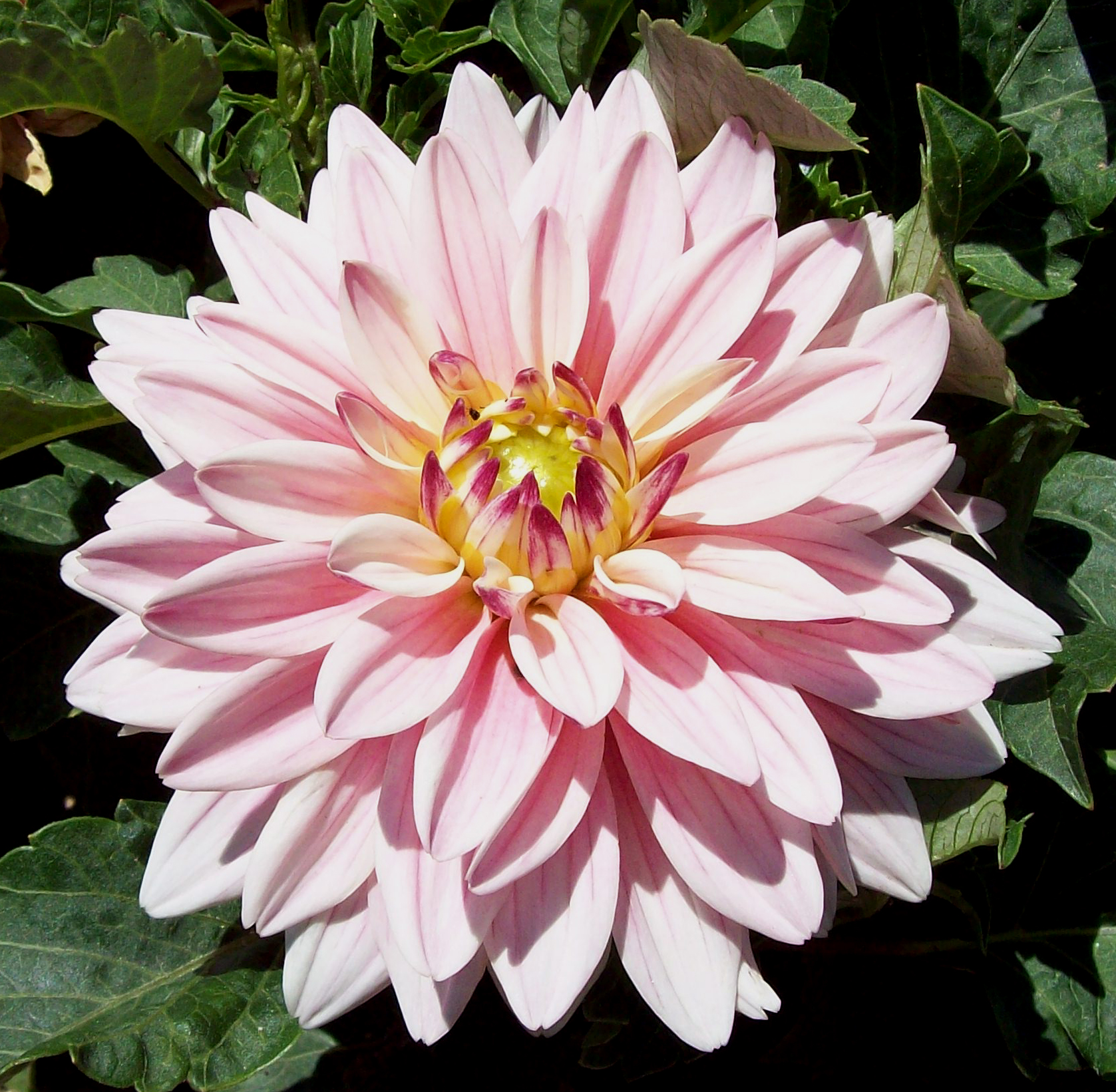
Dahlia 'Bellini'
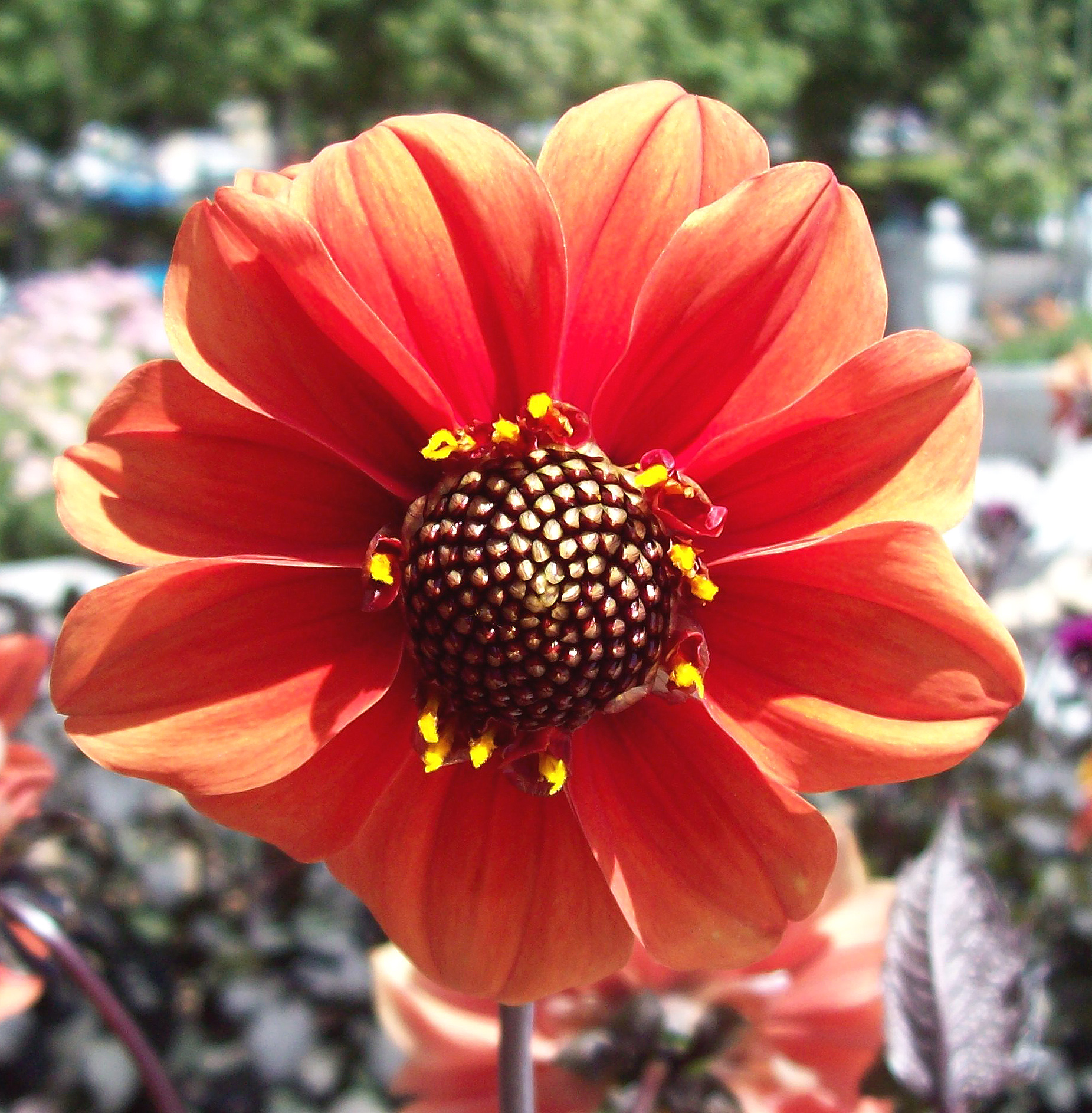
Dahlia 'Bishop of Llandaff'
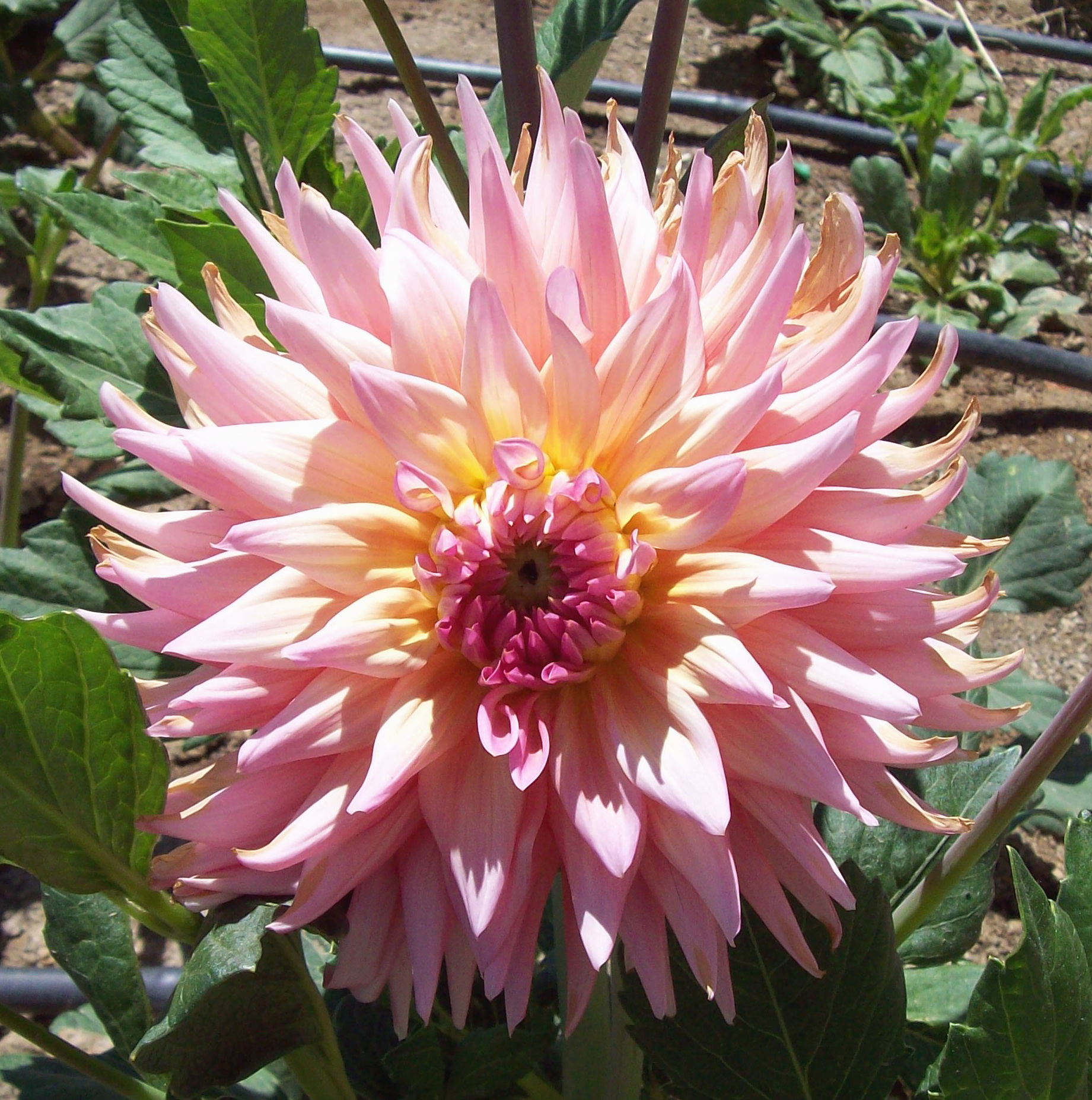
Dahlia 'Camargue'
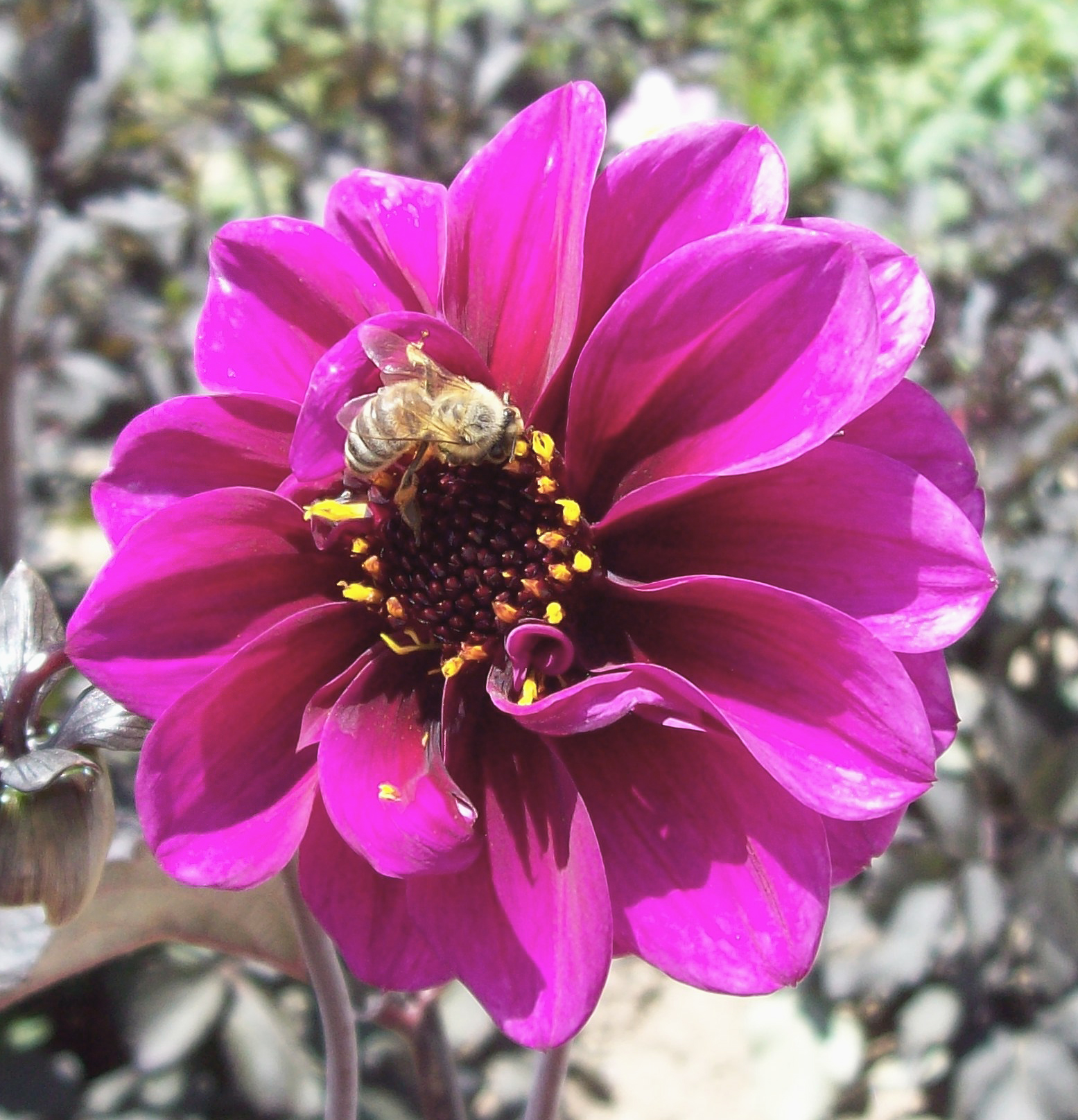
Dahlia 'Catherine Deneuve'
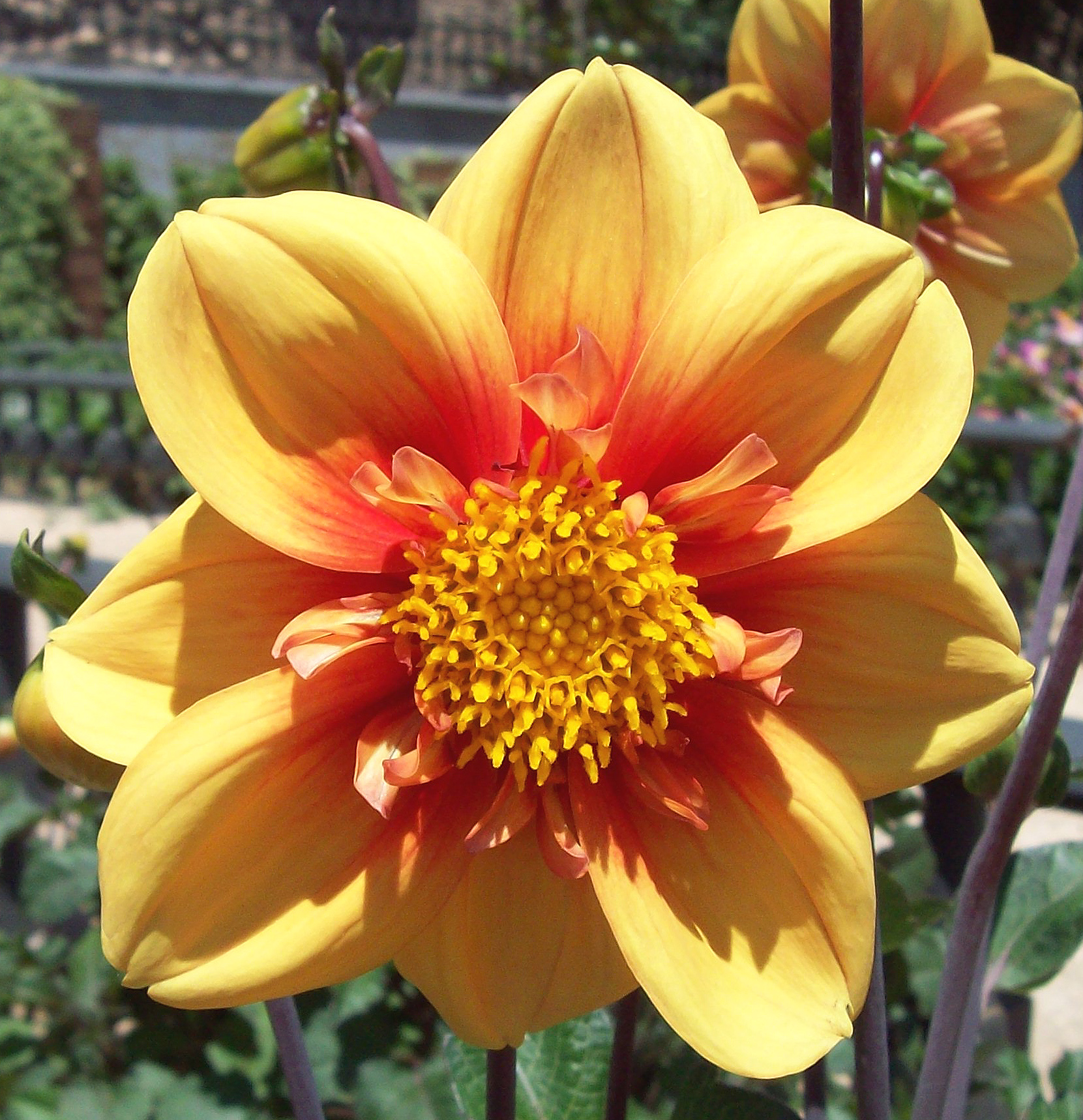
Dahlia 'Esther'
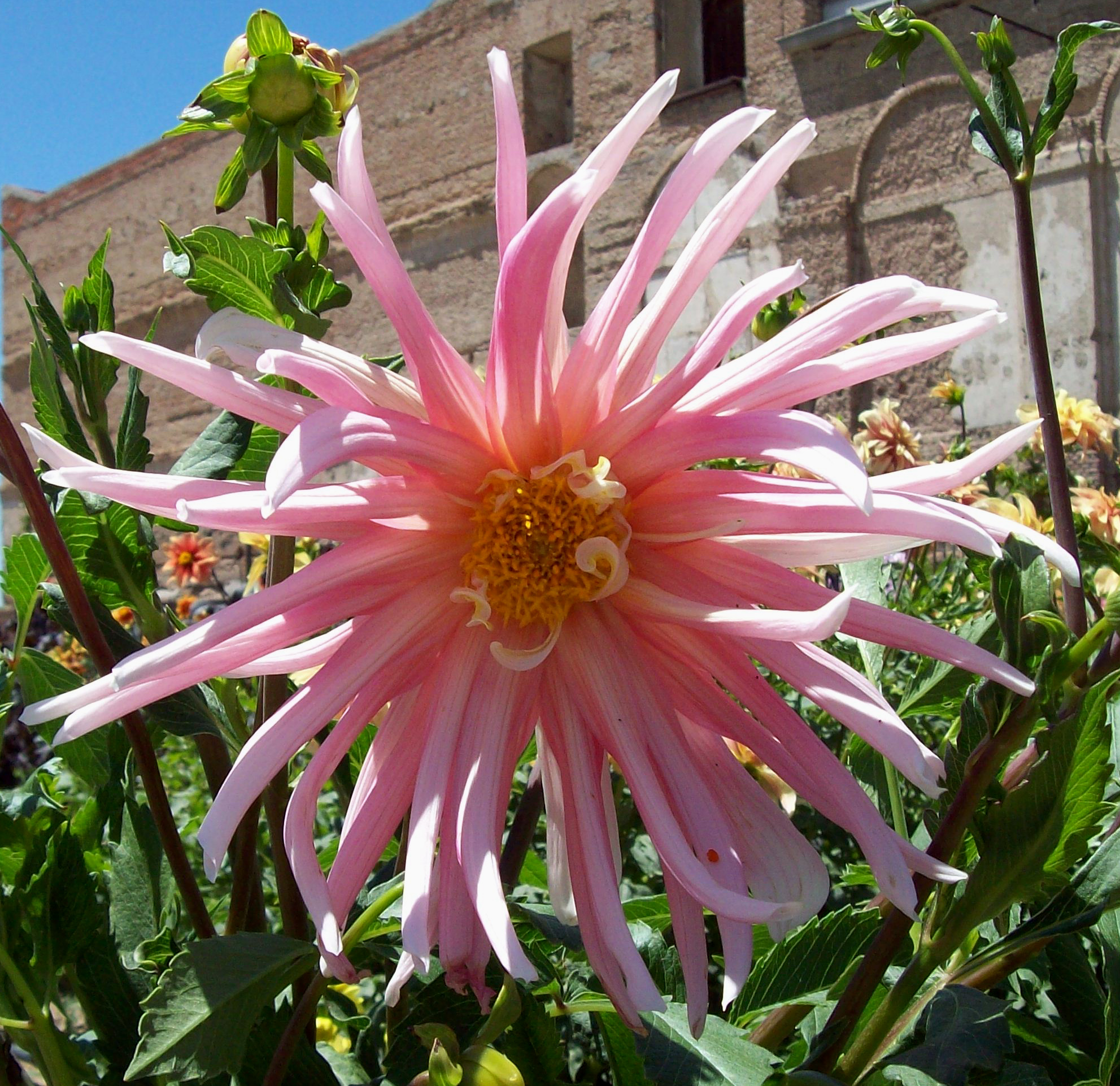
Dahlia 'Jeanne d'Arc'.
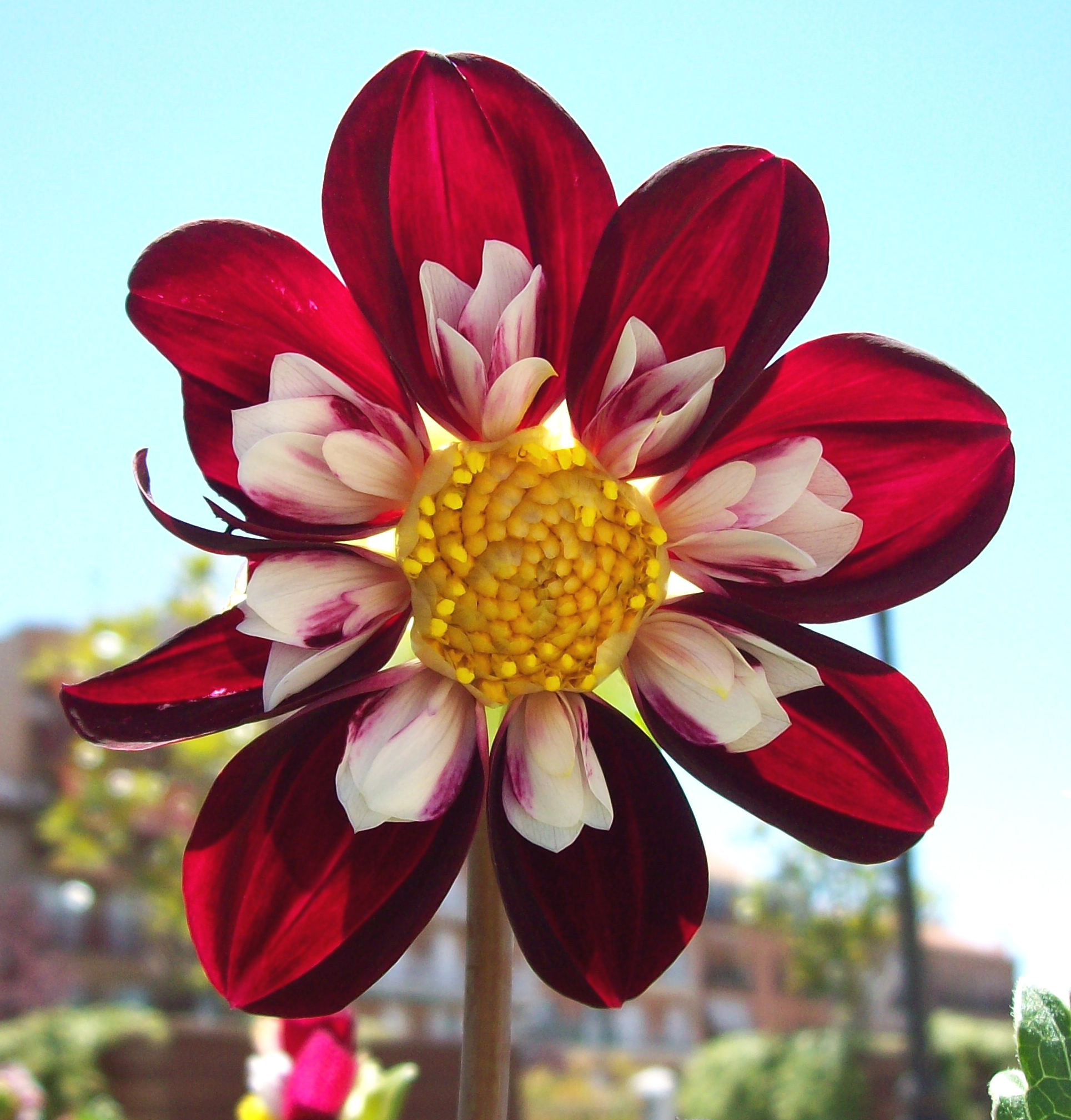
Dahlia 'Mary Eveline'
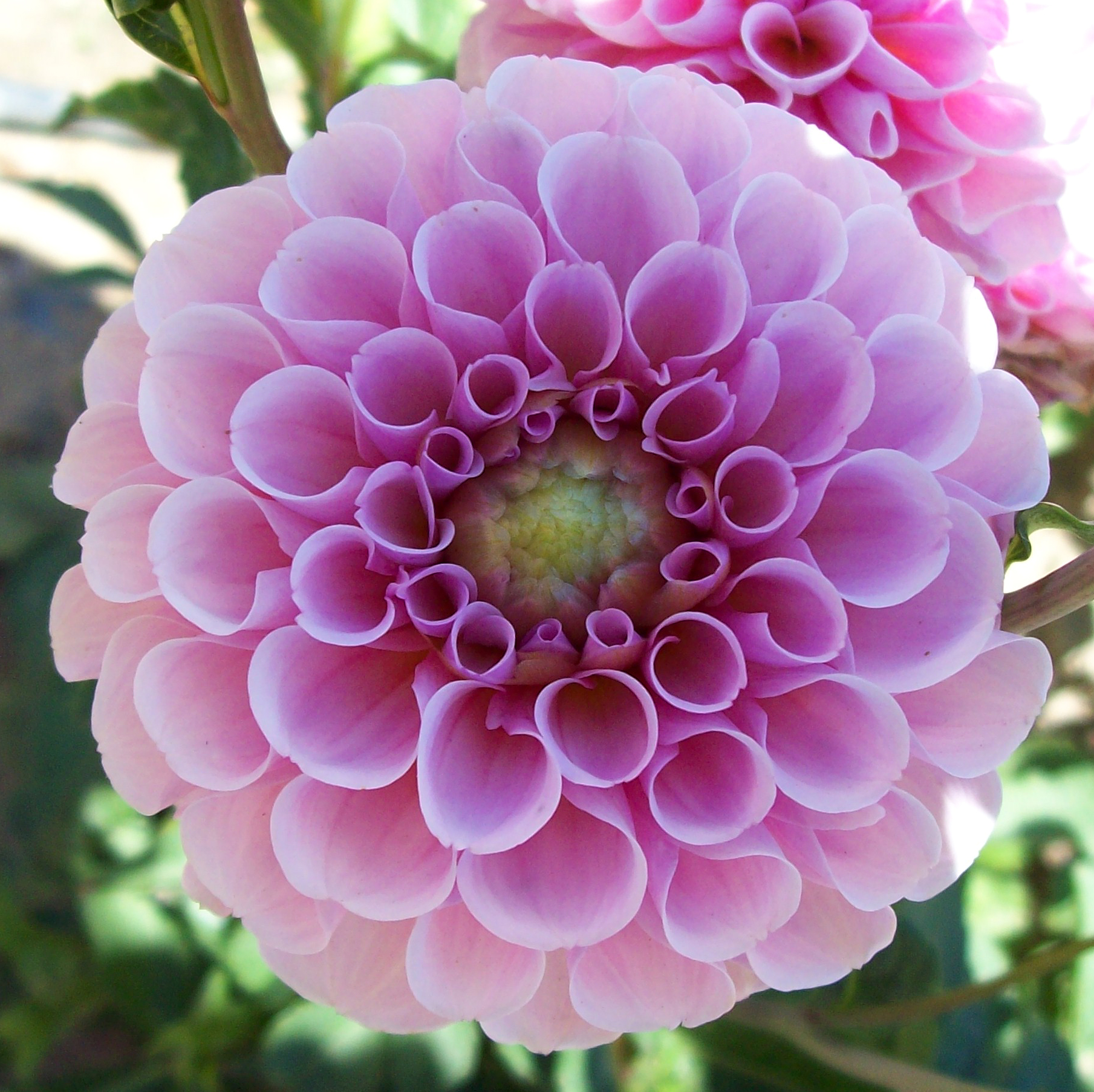
Dahlia 'Stolze von Berlin'